# Nøtterøy
Nøtterøy es un municipio y una isla de la provincia de Vestfold de Noruega.
El municipio está formado por las islas de Nøtterøy, Veierland y Føynland, además de otras 175 de menor tamaño. Tiene una población de 21 483 habitantes según el censo de 2015 y una superficie de 60,86 km². Su centro administrativo es Borgheim.
La mayoría de los habitantes del municipio vive en el norte de la isla principal. La zona forma parte del área urbana de la ciudad de Tønsberg. Una pequeña franja de la isla pertenece al municipio de Tønsberg. Además, el municipio de Nøtterøy comparte frontera marina con los municipios de Tjøme y Stokke.

## Toponimia
La forma del nombre en nórdico antiguo era Njótarvin o Njotarin, que se puede descomponer en Njót y vin. Njót es el nombre de la isla y vin significa «pastos» o «granja». El nombre probablemente también deriva del verbo njóta que significa «disfrutar» o «beneficiarse de» (en referencia a la pesca o la agricultura). Antes de 1918, el nombre escrito era Nøtterø.

## Símbolos
El escudo de armas es reciente. Los brazos muestran un ancla de plata sobre un fondo azul. Es un símbolo del municipio, que se conforma por islas y depende de la pesca y la navegación. El ancla ya se utilizaba como símbolo local en el siglo XVII.

## Historia
Los primeros pobladores de las islas del actual municipio llegaron hace miles de años.
Los primeros asentamientos en la isla tuvieron presencia a lo largo de la costa a causa del levantamiento de la plataforma insular y continental. En las islas se encuentran zonas pobladas desde antiguo como Gipøy y Kjóløy. Entre las primeras granjas de Nøtterøy estaban Niotarvin (Nøtterø), Sandvin (Sande), Skerfheimr (Skjerve), Sæheimr (Sem) y Midheimr (Midheimr).
Al oeste de Nøtterøy se encuentra un gran cementerio que se estima que data de la Edad de Hierro. En él hay más de veinte tumbas, algunas de las cuales son túmulos funerarios relativamente grandes. Ninguna de las tumbas fue excavada por arqueólogos, pero presentan signos de saqueo.
Nøtterøy fue una parte importante de la red telegráfica costera durante la Guerra de los Siete Años entre Suecia y el Reino Unido, desde 1807 hasta 1814, cuando se instalaron tres estaciones telegráficas en el municipio, el Ormoy de Vardas y Vetan. La fortaleza de Håøya se utilizó como medio de defensa en 1905 y durante la Primera Guerra Mundial, pero nunca fue atacada. 
En la Segunda Guerra Mundial, el castillo se entregó a los alemanes en 1940. En la costa de Bolærne se construyó una fortaleza en los años 30 que los alemanes usaron durante la Segunda Guerra Mundial para establecer un campamento en las islas.

## Demografía

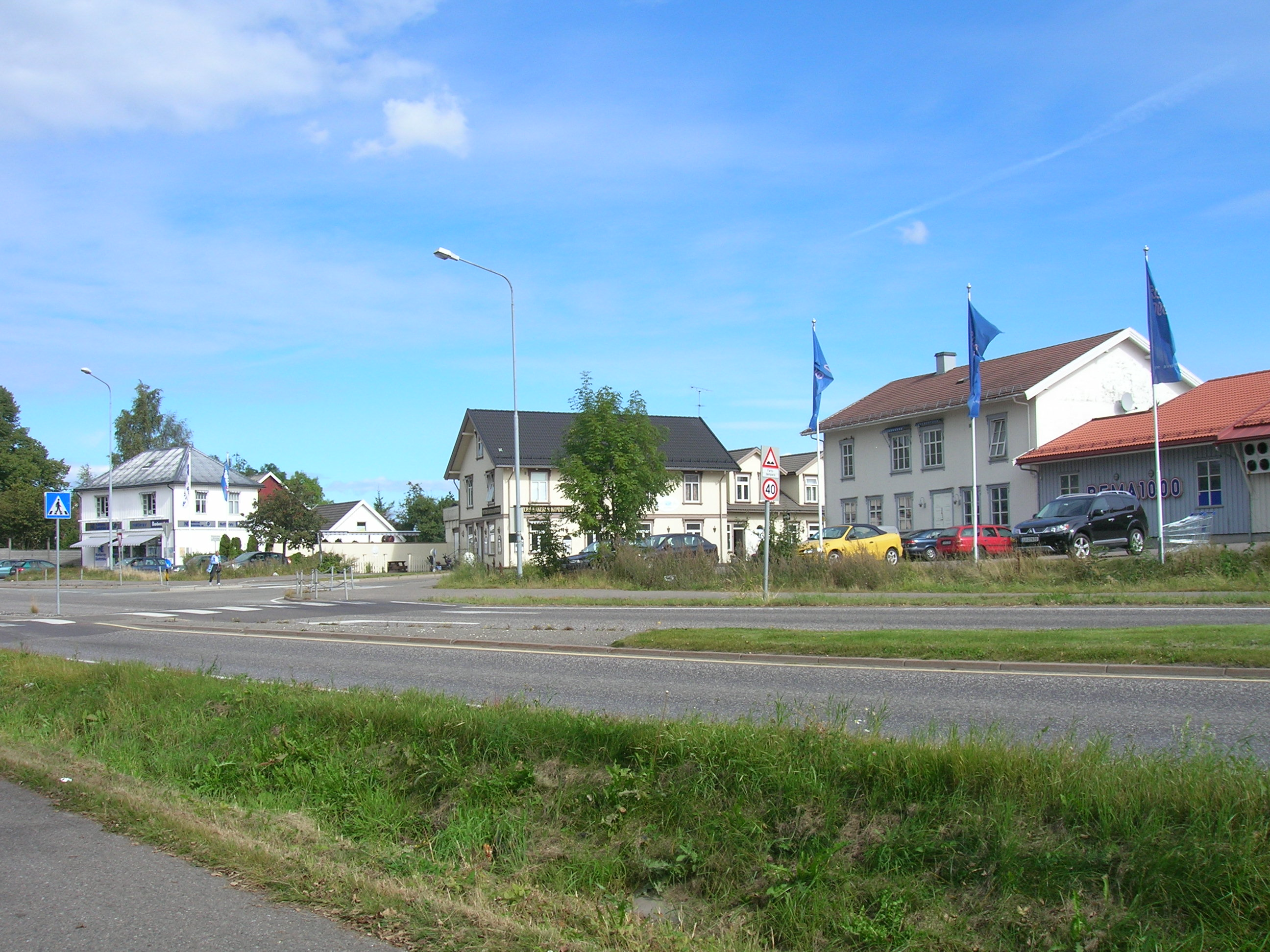
Borgheim, sede del gobierno municipal.

### Localidades de Nøtterøy
- Teie
- Borgheim
- Vestskogen
- Føynland
- Hjemseng
- Nesbrygga
- Hårkollen
- Årøysund
- Torød
- Kjøpmannskjær
- Tenvik

## Cultura

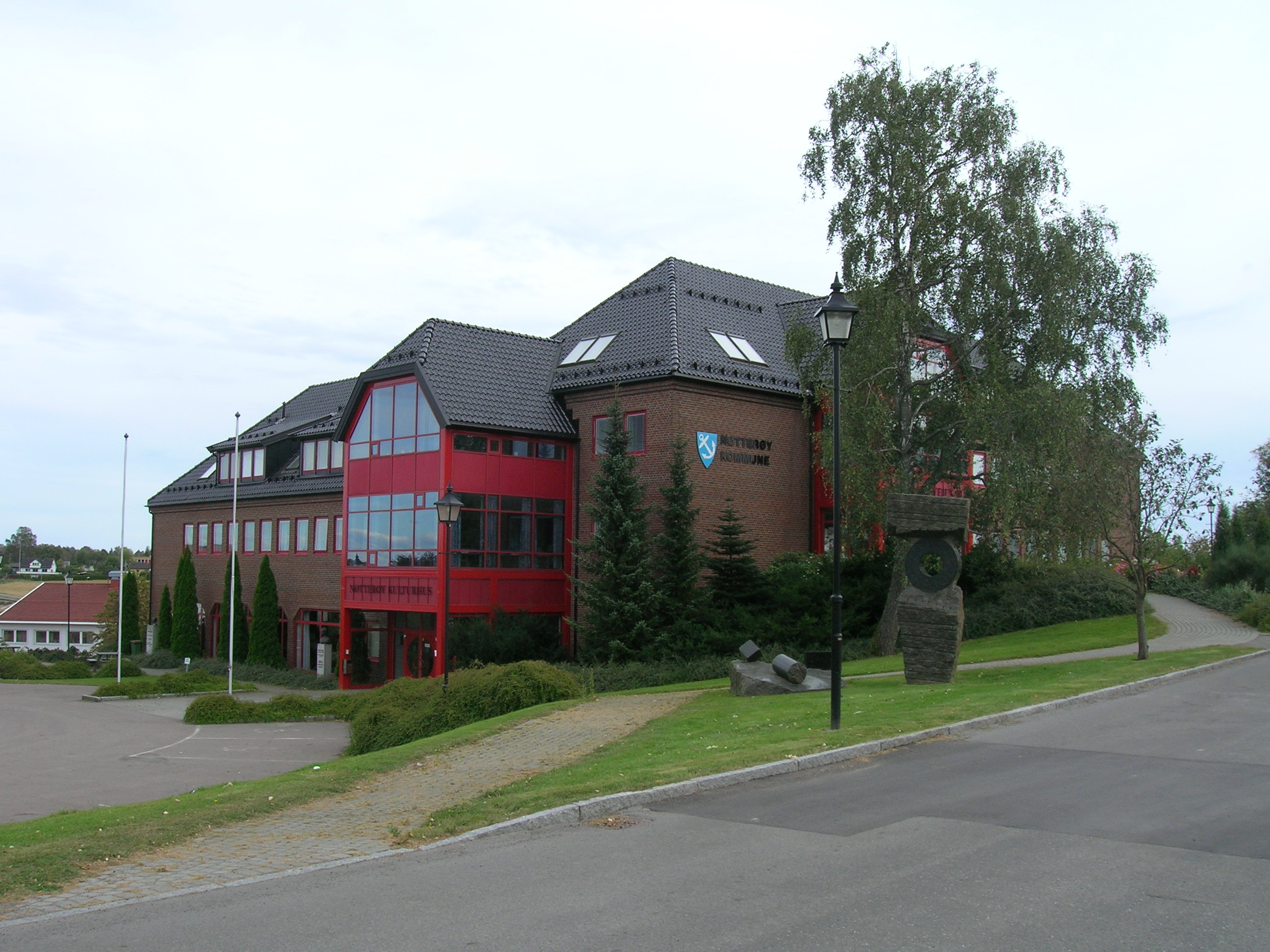
Casa de cultura de Nøtterøy.

La cultura del municipio está ligada al mar y al campo. Los habitantes conservan muchas de sus manifestaciones ancestrales hasta nuestros días, que se recoge en forma oral y escrita.
El centro cultural está en Borgheim. Se inauguró el 18 de noviembre de 1994 y destaca como una de las principales casas culturales del país, con alrededor de 100 actos al año. Se enseñan varias disciplinas artísticas a estudiantes después de sus horas habituales de clase.

### Galería

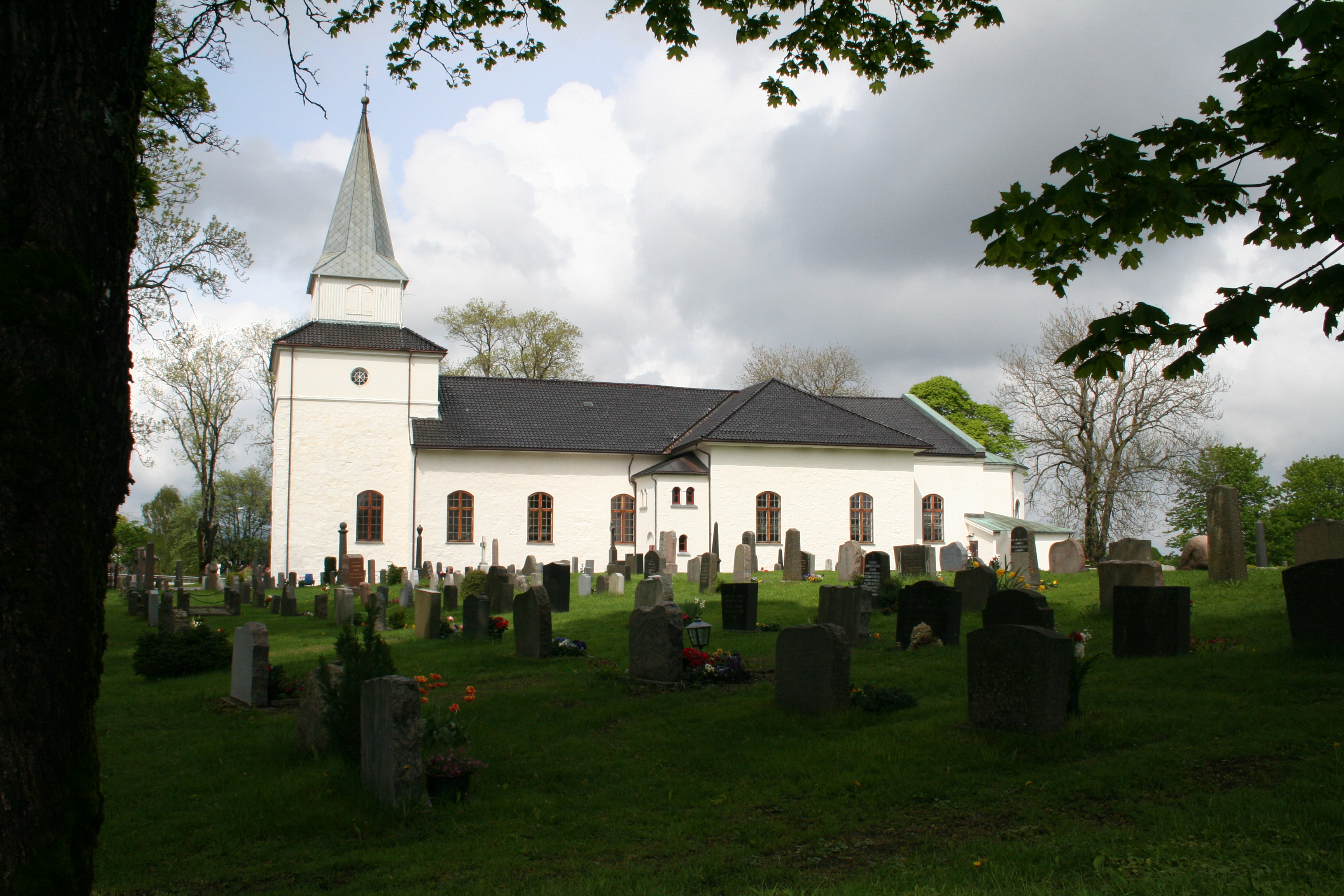
Iglesia en Nøtterøy, junto al cementerio.
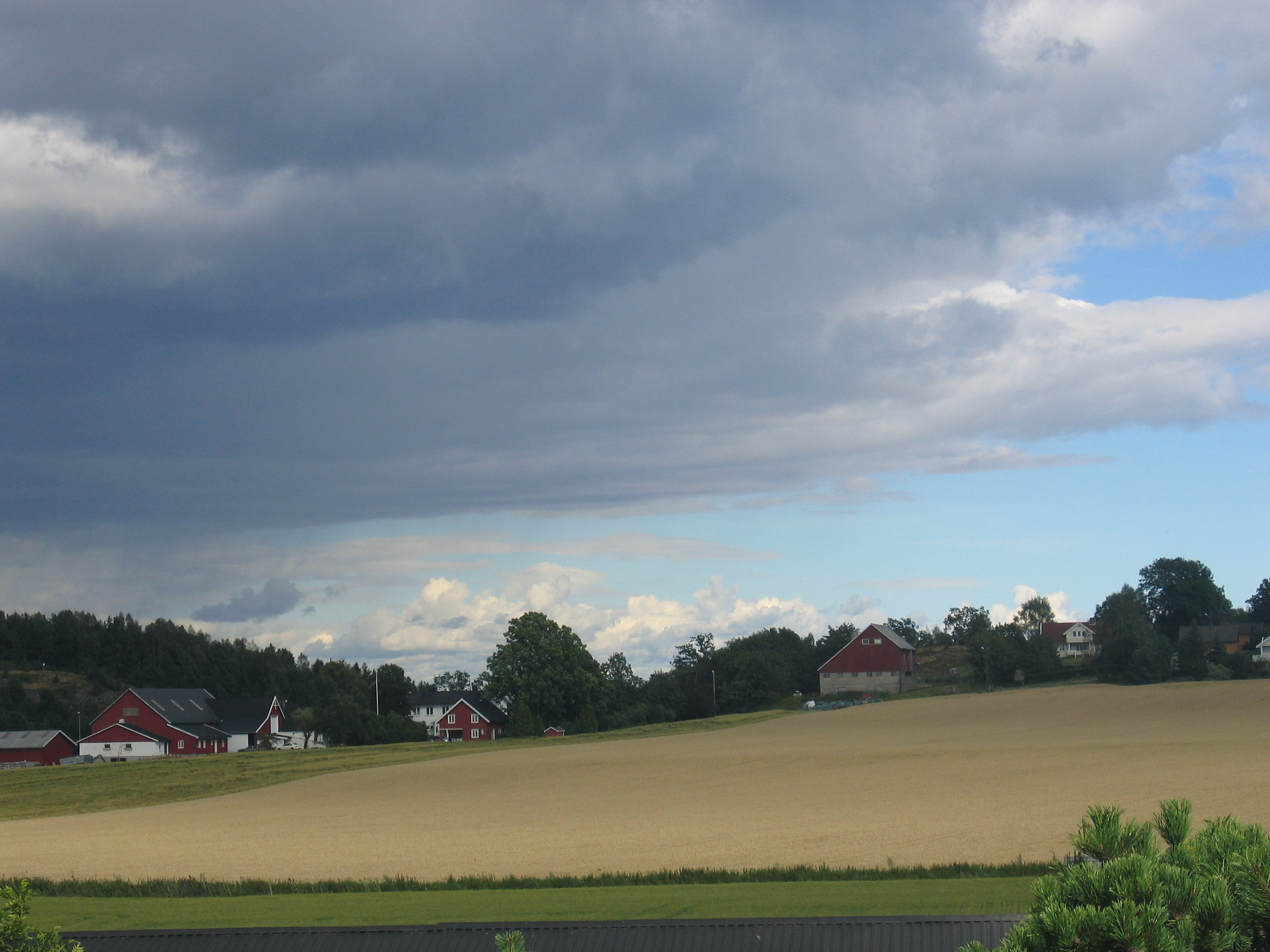
Paisaje rural de Nøtterøy.